# Folterinstrument

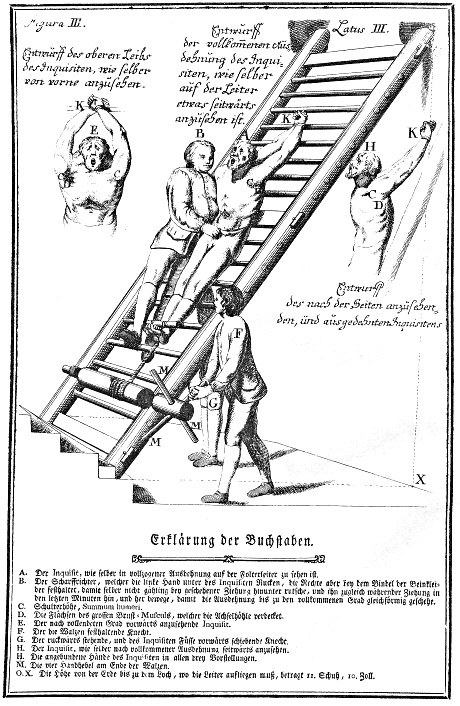
Zeichnerische Darstellung der Folter mithilfe der Streckleiter in der Constitutio Criminalis Theresiana.

Ein Folterinstrument ist ein Werkzeug, das zur Durchführung der Folter dient und meist speziell für diese entwickelt wurde. Dabei kann es sich auch um eine Methode zur physischen oder psychischen Folter handeln. Im Mittelalter und der Frühen Neuzeit wurden Folterinstrumente u. a. zur Wahrheitsfindung im Zuge der Rechtsprechung z. B. bei einer peinlichen Befragung (Tortur) eingesetzt. Der eigentlichen Folter ging seit dem Mittelalter oft die Territion voraus, das Zeigen der Folterinstrumente. In totalitär regierten Staaten bzw. im Umfeld kriegerischer Konflikte werden bis heute diverse Instrumente zur Folterung von Gefangenen eingesetzt. Die UN-Antifolterkonvention wurde bisher von 160 UN-Mitgliedsstaaten ratifiziert.
Über Foltergeräte und Foltergrade findet man in der außerwissenschaftlichen Literatur mehr Phantasie als geschichtliche Wahrheit. Auch Abbildungen in alten Schriften und Büchern verdienen eine zurückhaltende Bewertung. Flugblätter mit Abbildungen von Folterszenen sollten vielfach dem nicht lesekundigen Publikum die Effizienz der Rechtspflege demonstrieren. Auch erhofften sich die die Verbreitung solcher Darstellungen von Folter und Hinrichtungen beauftragenden jeweiligen Städte eine abschreckende Wirkung auf die Zuwanderung Krimineller.
Eine authentische Darstellung von Foltermethoden findet sich in der österreichischen Constitutio Criminalis Theresiana, der Peinlichen Gerichtsordnung der Kaiserin Maria Theresia von 1769. Darin werden in zwei Anhängen die Foltergeräte und -methoden mit pedantisch genauen Gebrauchsanweisungen so dargestellt, wie sie bis dahin in Wien und Prag gebräuchlich waren.
Weitgehend im Originalzustand erhaltene Folterkammern befinden sich beispielsweise in Pöggstall im Waldviertel oder im Alten Rathaus in Regensburg. Die dortige Fragstatt befindet sich dort genau unter dem Reichssaal, in dem 1532 die Peinliche Gerichtsordnung Kaiser Karls V. verkündet wurde.

## Liste bekannter Folterinstrumente und -methoden

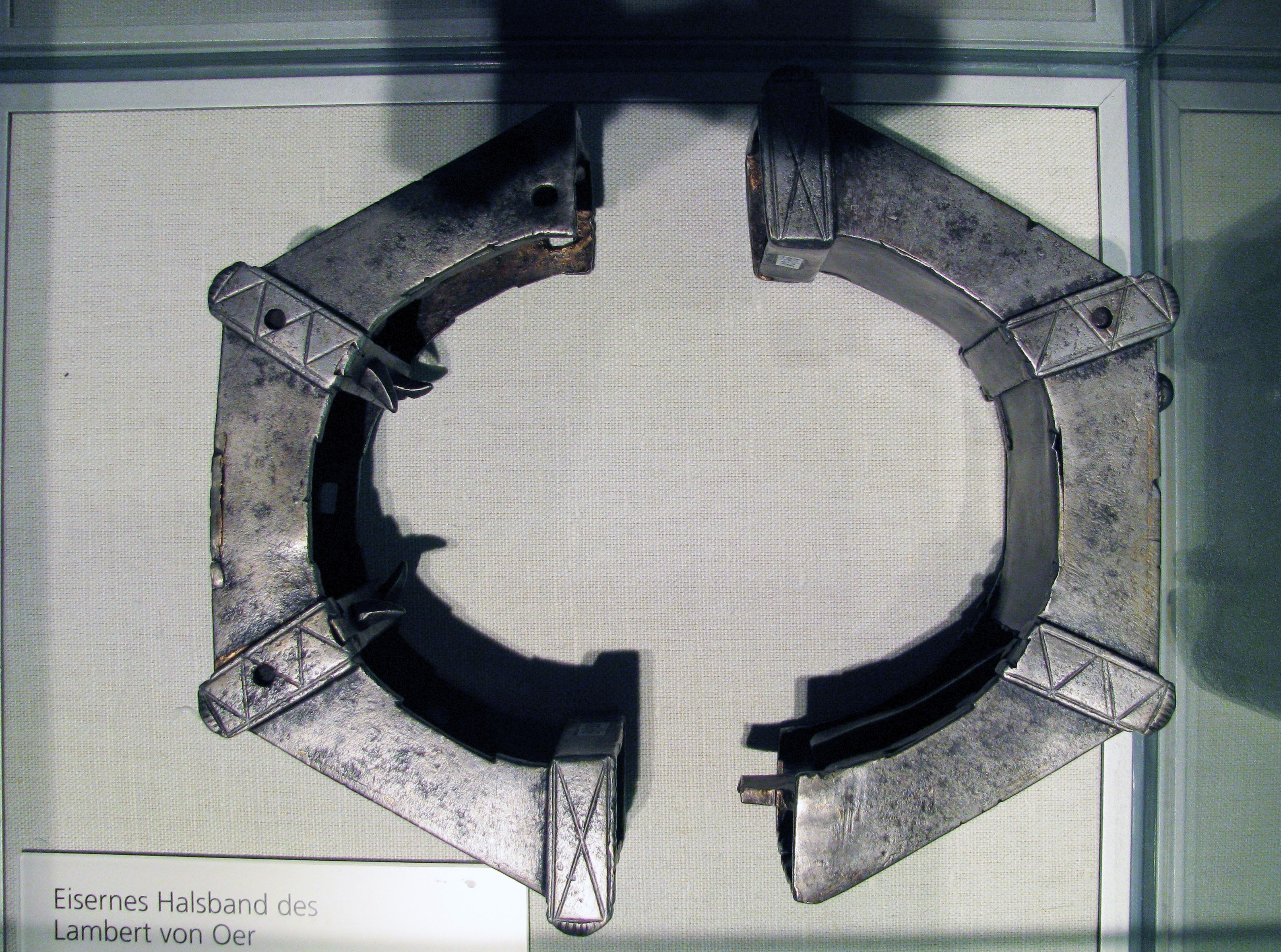
Das dornenbesetzte eiserne Halsband des Lambert von Oer, Burg Vischering, Münsterland

Bei einigen dieser Instrumente wie dem Rad oder der Estrapade handelt es sich um Hinrichtungswerkzeuge bzw. -methoden oder Vorrichtungen zur Durchführung der Leibes- oder Ehrenstrafe, die im Rahmen von Androhungen genutzt wurden. Im Folgenden wird eine Auswahl von Folterinstrumenten und Methoden aufgelistet:
- Bambusfolter
- Camera silens
- Daumenschraube
- Dunkelhaft
- Estrapade
- Garrotte
- Gégène
- Gespickter Hase
- Kittee
- Kitzeln
- Knebel (Mund)
- Liegewaage
- Little Ease
- Mundbirne
- Mundsperre
- Papageienschaukel
- Pfahlhängen
- Rad
- Scheinhinrichtung
- Schlafentzug
- Schwedentrunk
- Sensorische Deprivation
- Spanischer Bock
- Spanischer Stiefel
- Strappado
- Streckbank
- Suruga doi
- Territion
- Tigerstuhl
- Toilettenverbot
- Waterboarding
- Zuchtstuhl
- Zwangsstuhl

Weitere Foltermethoden, bei denen jedoch zweifelhaft ist, ob sie tatsächlich existiert haben, oder ob sie in der überlieferten Form eingesetzt worden sind:
- Brustreißer
- Chinesische Wasserfolter
- Eiserne Jungfrau
- Judaswiege
- Sizilianischer Bulle